# Asphondylia vavilovi
Asphondylia vavilovi är en tvåvingeart som beskrevs av Fedotova 1990. Asphondylia vavilovi ingår i släktet Asphondylia och familjen gallmyggor.
Artens utbredningsområde är Turkmenistan. Inga underarter finns listade i Catalogue of Life.